# Madré
Madré település Franciaországban, Mayenne megyében. Lakosainak száma 284 fő (2022. január 1.). Madré Chevaigné-du-Maine, Javron-les-Chapelles, Neuilly-le-Vendin, Saint-Julien-du-Terroux, Méhoudin és Saint-Ouen-le-Brisoult községekkel határos.

## Népesség
A település népességének változása:
| Lakosok száma | 521  | 375  | 362  | 357  | 346  | 326  | 293  | 291  | 291  | 284  |
|               | 1968 | 1982 | 1990 | 2006 | 2013 | 2015 | 2017 | 2019 | 2020 | 2022 |